# 小行星9463
小行星9463（英語：9463 Criscione）是一颗围绕太阳公转的小行星。1998年4月20日，林肯近地小行星研究小组在索科罗发现了此天体。
这颗小行星的绝对星等为24.87537355530768等。